# Ndothie Seye
Pour les articles homonymes, voir Seye.
Ndothie Seye (ou Ndodji Seye) est village du nord-ouest du Sénégal. Il fait partie de la région de Louga.

## Histoire
Ndothie Seye est fondé vers les années 1835 par Serigne Mouhamadou Makhtar Seye, plus connu sous le nom de Mame Makhtar Coumba Ndiaye Seye. Ce village au passé prestigieux a eu à accueillir dans son daara d’illustres figures religieuses du Sénégal. Parmi ces derniers, on peut citer Cheikh Ahmadou Bamba Mbacké, El. Hadji Malick Sy, El. Hadji Abdoul Hamid Kâne de Kaolack, El. Hadji Abdou Cissé de Diaamal, El. Hadji Ahmed Ndiaye Mabeye de Saint-Louis, El. Samba Khary Cissé de Louga, Amadou Diéry Guèye de Louga, El. Mor Galaye Diaw de Koki et tant d’autres.

## Administration
Ndothie Seye est l'un des villages de la communauté rurale de Keur Momar Sarr (département de Louga).

## Géographie
Les localités les plus proches de Ndothie Seye sont Aïnoumadi, Warène, Loumbol, Keur Mbaye Kâne et Keur Momar Sarr. Ndothie Seye se trouve à 9 kilomètres du lac de Guiers au bord de Keur Momar. Il présente un climat désertique avec une température moyenne de 26,3 °C et des précipitations annuelles atteignant en moyenne 305 mm.

## Éducation
Le village abrite un daara (école coranique) et une école primaire de deux classes.